# 이니우 올리베이라 주니오르
이니우 올리베이라 주니오르(포르투갈어: Ênio Oliveira Júnior, 1981년 5월 16일 ~ ) 또는 이니뉴(포르투갈어: Eninho)는 브라질의 전 축구 선수로, 포지션은 윙어였다. 
2003년 K리그의 수원 삼성 블루윙즈에서 활약하였으며, 2007년엔 대구 FC에서 뛰었다. 수원 삼성 블루윙즈에서 활동할 당시에는 에니오라는 등록명으로 활약하였고, 대구 FC로 이적한 이후 에닝요라는 등록명을 사용했다. 전북 현대 모터스의 역대 외국인 선수들 중 최다 경기, 득점, 도움 기록을 보유하였다.
작은 체구를 살린 빠른 스피드와 남미 선수들의 장기인 화려한 발재간, 강력한 프리킥 능력을 가졌다.

## 클럽 경력
이니뉴는 2003년 수원 삼성 블루윙즈를 통해서 먼저 K-리그에 진출했었다. 2003년 5월 11일 부산 아이콘스와의 경기에서 K리그 데뷔골을 기록하기도 했다. 하지만 이후 리그에 적응하지 못하고 1시즌만에 고국으로 복귀하였다. 2007년 대구 FC 소속으로 다시 한 번 K-리그에 발을 내디뎠고, 수원에서 뛰던 시절에 비해 월등한 활약을 펼치며 이근호, 하대성 등과 함께 대구의 공격 축구를 이끌었다.
2009년, 자유계약 신분으로 전북 현대 모터스 로 이적한 뒤 2009년 K-리그에서 25경기 7골 10도움의 준수한 성적으로 전북을 우승으로 이끌었다. 2009 K리그 대상에선 시즌 베스트 11으로 선정되기도 하였다.
2011년 7월 19일, 전북 현대 모터스는 에닝요 2014년까지 3년 재계약에 성공했다고 발표하였다. 이니뉴는 전북 현대 모터스에서 선수생활을 마무리하겠다는 의지를 밝히며 구단과 팬에 대한 애정을 드러냈다.
2011 시즌 전북의 리그 우승과 AFC 챔피언스리그 준우승을 이끌었으며, 2011 시즌 베스트 11에 선정되며 3시즌 연속 베스트 11에 이름을 올렸다.
최강희 전 전북 감독이 대한민국 대표팀 감독으로 부임한 지 얼마 지나지 않은 2012년 1월 처음으로 대한민국으로의 귀화 의사를 표명하였으며 이후 꾸준히 귀화 의지를 언론을 통하여 표명하였다. 2012년 5월 8일 대한축구협회가 직접 에닝요의 특별 귀화를 추진하고 있는 것이 밝혀졌으나, 대한체육회는 법제상벌위원회를 열고 에닝요의 복수국적 선수 추천을 재심한 결과, 특별귀화선수 추천 불가를 최종 결정하여 최종적으로 무산되었다.
2013년 창춘 야타이로 이적했으며, 창춘에서 2시즌을 보낸 후인 2015년 다시 전북으로 복귀하였으나, 부진으로 반 시즌 만에 전북과 계약을 해지했다.
2015 시즌 중 현역 은퇴를 선언하였다.

## 수상 경력

### 클럽

#### 전북 현대 모터스
- K리그 우승 2회 (2009년, 2011년)
- AFC 챔피언스리그 준우승 1회 (2011년)

#### 개인
- K리그 베스트 11 : 2009, 2010

## 등번호

### K리그
- 11 (2003년,  수원 삼성 블루윙즈)
- 20 (2007년,  대구 FC)
- 11 (2008년,  대구 FC)
- 8 (2009년 ~ 2013년 ,  전북 현대 모터스)
- 8 (2015년 ,  전북 현대 모터스)